# Port morski Stepnica
Port morski Stepnica – mały port morski położony na wschodnim brzegu Roztoki Odrzańskiej, będącej zatoką Zalewu Szczecińskiego, w mieście Stepnica, w woj. zachodniopomorskim, w powiecie goleniowskim.
Do portu mogą zawijać jednostki o zanurzeniu do 3,1 m, długości 75 m i szerokości 13 m.

## Położenie
Port jest położony na wschodnim brzegu Zatoki Stepnickiej, tj. części Roztoki Odrzańskiej, będącej zatoką Zalewu Szczecińskiego.
W granicach administracyjnych portu znajduje się akwatorium o powierzchni 0,0203 km², które stanowi obszar wód morskich Zalewu Szczecińskiego, zamknięty liniami brzegu basenów Kolejowego i Rybackiego oraz linią łączącą główki falochronów wejściowych do tych basenów.
Granice portu zostały ostatnio określone w 2011 r.

## Działalność
| Grupy ładunków | Obroty [tys. ton] | %      |
| -------------- | ----------------- | ------ |
| Drobnica       | 2,1               | 7,75%  |
| Zboże          | 16,8              | 61,99% |
| Inne masowe    | 8,2               | 30,26% |
| Razem (Σ)      | 27,1              | 100%   |

Formalnie port morski w Stepnicy został ustanowiony w 1963 r. przez Ministra Żeglugi.
W 2006 r. całkowite obroty ładunkowe portu wynosiły 27,1 tys. ton, czego 25,0 tys. ton w międzynarodowym obrocie morskim, a 2,1 tys. ton w obrocie wewnątrzkrajowym. Rok wcześniej całkowite obroty ładunkowe w porcie wynosiły 31,0 tys. ton.
W porcie działają dwa kluby żeglarskie: Klub Żeglarski „Zalew” i Klub żeglarsko-motorowy pod patronatem LOK-u.

## Warunki nawigacyjne

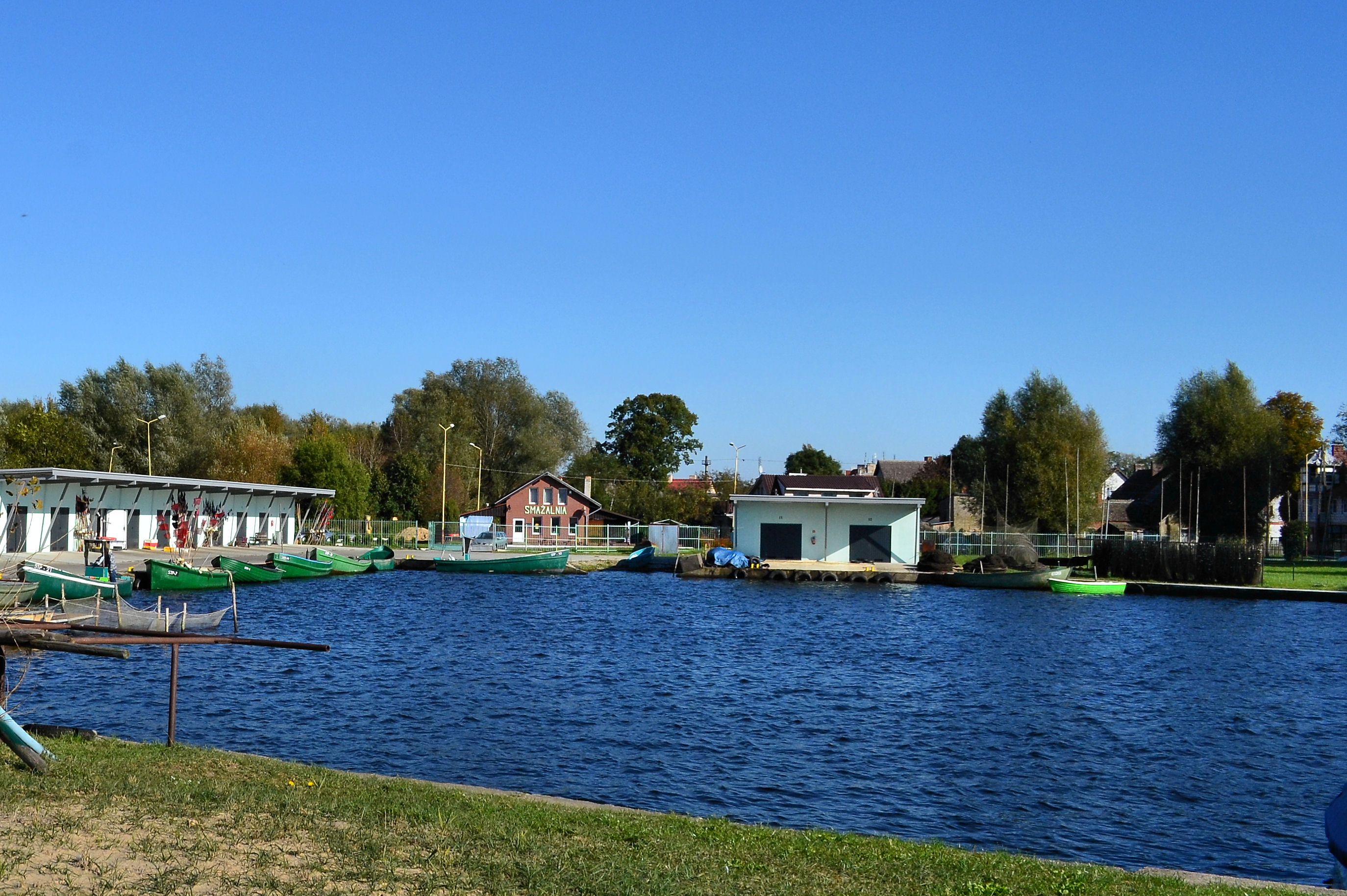
Basen rybacki w porcie Stepnica

W porcie Stepnica obowiązują następujące zasady ruchu statków:
1. maksymalna długość statków mogących zawijać do portu wynosi 75 m, a maksymalna szerokość - 13 m,
2. w przypadku braku pływającego oznakowania nawigacyjnego, żegluga może odbywać się tylko w porze dziennej,
3. aktualne dopuszczalne zanurzenie statków określa Bosman Portu Stepnica,
4. warunki wejścia i wyjścia z portu statków o długości ponad 60 m lub szerokości ponad 11 m oraz wszystkich statków przy sile wiatru powyżej 5°B, każdorazowo określa Bosman Portu Stepnica.

Do portu prowadzą dwa podejścia:
- Podejście północne – prowadzi od pławy „ST” znajdującej się na torze wodnym Świnoujście – Szczecin do pary pław „ST – 1” i „ST – 2”, długość toru wynosi ok. 1120 m, szerokość po dnie 35 m, głębokość minimalna – 3 m[7];
- Podejście południowe – prowadzi od stawy „24” znajdującej się na Zakręcie Mańkowskim toru wodnego Szczecin – Świnoujście.

Obecnie w porcie w Basenie Kolejowym przy nabrzeżu Południowym cumują barki, pchacze, statki o długości do 75 m i szerokości 13 m. W basenie rybackim: jednostki rybackie, przy falochronie jachty. Przy Kanale Krampa (zwanym też kanałem Młyńskim lub Sportowym) stoją jachty.
Średni poziom przyjęty dla portu wynosi 508 cm (wartość mierzona na łacie wodowskazowej, według zera w Amsterdamie). Maksymalny odnotowany stan wody w porcie Stepnica wyniósł 637 cm (w 1913 r.), a minimalny – 428 cm (w 1928 r.).

## Infrastruktura
| Basen    | Nabrzeże      | Długość [m] | Głębokość [m]            |
| -------- | ------------- | ----------- | ------------------------ |
| Kolejowy | Północne      | 167,3       | wyłączone z eksploatacji |
| Kolejowy | Czołowe       | 61          | 1,9 – 2,8                |
| Kolejowy | Południowe    | 146,5       | 3,0 – 3,4                |
| Rybacki  | Przeładunkowe | 75          | 0,9 – 1,9                |

Według danych GUS z 2006 r. port Stepnica posiadał 376 m łącznej długości nabrzeży, z czego 225 m nadawało się do eksploatacji. Nabrzeża przeładunkowe stanowiły 294 m, czego nadających się do eksploatacji było 145 m.
Infrastrukturą portową administruje Urząd Morski w Szczecinie.
W granicach portu Stepnica wyodrębnić można dwa rejony funkcjonalne: Basen Kolejowy, gdzie mogą odbywać się przeładunki ładunków masowych i Basen Rybacki, gdzie znajdują się miejsca postojowe dla łodzi rybackich i kilku jachtów.
Kanał Krampa (Kanał Sportowy, Młyński) to wąski kanał na północny zachód od Basenu Kolejowego o długości ok. 300 metrów i szerokości 28 m. Mieści się tam klub żeglarsko-motorowy.
W 2010 r. wójt gminy Stepnica przedstawił informacje o przebudowie Basenu Kolejowego, która ma kosztować od 8 do 10 mln zł. Projekt zakłada rozbudowę nabrzeża północnego w nową tzw. ściankę szczelną, a także pogłębieni basenu z 3,5 do 4,5 m. Projekt uzyskał dotację prawie 5 mln zł i ma być realizowany w 2011 r.